# Didier Garcia
Didier Garcia (nascido em 23 de maio de 1964) é um ex-ciclista francês que representou França nos Jogos Olímpicos de Verão de 1984 em Los Angeles, onde terminou em sexto lugar na perseguição por equipes de 4 km.